# Culmea, Constanța
Culmea este un sat ce aparține orașului Ovidiu din județul Constanța, Dobrogea, România. Se află pe DJ228 la 15 km depărtare de orașul propriu-zis, populată de peste 200 de locuitori și deja dotată cu o farmacie, o grădiniță, o școală primară și un total de 10 societăți comerciale care își desfășurau activitatea în zonă.